# Лотар Еммеріх
Ло́тар Е́ммеріх (нім. Lothar Emmerich, 29 листопада 1941, Дортмунд — 13 серпня 2003, Гемер) — німецький футболіст, що грав на позиції нападника. По завершенні ігрової кар'єри — тренер.
Значну частину кар'єри провів у «Боруссії» (Дортмунд), з якою став одним з найкращих бомбардирів в історії Бундесліги, а також вигравав чемпіонат та Кубок ФРН, а також Кубок володарів кубків УЄФА. Крім цього грав за національну збірну ФРН, у складі якої став віце-чемпіоном світу у 1966 році.

## Клубна кар'єра
Розпочав займатись футболом у 1951 році в команді «Дорстфельдер 09» з рідного Дортмунда, паралельно працював автомеханіком. 1960 року, під час матчу його команди проти клубу «Люнер» на грі був присутній головний тренер головної команди міста, «Боруссії» (Дортмунд), Макс Меркель. Він шукав захисника, який міг би замінити травмованого Герберта Зандманна, але Еммеріх забив у цій грі чотири голи, чим вразив Меркеля і він замість захисника запросив до своєї команди цього молодого форварда.
В новій команді Лотар у 1963 році виграв останній аматорський чемпіонат Німеччини 1963 року. Того ж року була створена Бундесліга, де Еммеріх відразу став одним з найяскравіших форвардів і граючи у зв'язці з Зігфрідом Гельдом, що отримала назву «Страшні близнюки» (Terrible Twins), двічі ставав найкращим бомбардиром чемпіонату ФРН в сезонах 1965/66 і 1966/67 років, забивши 31 і 28 голів відповідно. Всього за шість сезонів у Бундеслізі він забив 115 голів в 183 матчах і з результатом 0,63 голи за гру є третім серед 50-ти найкращих бомбардирів Бундесліги, поступаючись за цим показником лише Роберту Левандовському (0,7) та Герду Мюллеру (0,85). Також з клубом Лотар виграв Кубок ФРН у сезоні 1965 року, забивши другий гол у фінальній грі з «Алеманією» (Аахен). Цей тріумф дозволив команді кваліфікуватись на Кубок володарів кубків 1965/66, в рамках якого Еммеріх забив рекордні за всю історію турніру 14 голів, в тому числі чотири голи у півфінальних іграх проти англійського «Вест Гем Юнайтед», а його команда стала володарем трофею, ставши першою німецькою командою, що виграла цей кубок. За це поряд із іншими гравцями команди був нагороджений найвищою німецькою спортивною нагородою, «Срібним лавровим листом». Загалом за дортмундців Лотар зіграв 250 матчів і забив 148 голів у всіх турнірах.
1969 року Лотар перебрався в бельгійський «Беєрсхот», де також став головним голеадором і в сезоні 1969/70 з 29 голами у 30 іграх став найкращим бомбардиром чемпіонату Бельгії, а в наступному сезоні допоміг команді виграти Кубок Бельгії. Загалом за три сезони забив за клуб 50 голів у 79 іграх в усіх турнірах.
З 1972 року два сезони захищав кольори австрійської «Аустрії» (Клагенфурт), і обидва рази ставав другим найкращим бомбардиром чемпіонату, при тому що команда боролась за виживання. Після цього 1974 року Лотар повернувся в ФРН, де і завершував професіональну кар'єру у клубах Другої Бундесліги «Південь» «Швайнфурт», «Вюрцбург» та «Вюрцбургер Кікерс», а з 1978 року став грати в аматорській Оберлізі за клуби «Неккаргерах» та «Кастель 06», де був граючим тренером.

## Виступи за збірну
23 березня 1966 року дебютував в офіційних матчах у складі національної збірної Німеччини в товариській грі проти збірної Нідерландів (4:2), забивши у цьому матчі гол. А вже влітку того ж року у складі збірної був учасником чемпіонату світу 1966 року в Англії, де разом з командою здобув «срібло». На «мундіалі» Лотар зіграв чотири гри, і в матчі групового етапу проти Іспанії (2:1) забив свій другий і останній гол за «бундестім», а програна фінальна гра проти господарів англійців (2:4) стала останньою для Еммеріха у складі збірної, за яку він загалом провів 5 матчів, забивши 2 голи.

## Кар'єра тренера
По завершенні кар'єри гравця очолював низку німецьких нижчолігових команд, проте серйозних результатів не досяг. З 1999 року і аж до смерті працював у «Боруссії» (Дортмунд) на посаді відповідального за зв'язки з фанатами.
Помер 13 серпня 2003 року на 62-му році життя у місті Гемер від раку легенів і був похований на кладовищі у рідному Дортмунді.

## Статистика виступів
| Клуб                 | Сезон             | Ліга | Ліга  | Кубки | Кубки | Єврокубки | Єврокубки | Разом | Разом |
| Клуб                 | Сезон             | Ігор | Голів | Ігор  | Голів | Ігор      | Голів     | Ігор  | Голів |
| -------------------- | ----------------- | ---- | ----- | ----- | ----- | --------- | --------- | ----- | ----- |
| Боруссія (Дортмунд)  | 1960/61           | 17   | 7     | 0     | 0     | 0         | 0         | 17    | 7     |
| Боруссія (Дортмунд)  | 1961/62           | 11   | 4     | 0     | 0     | 0         | 0         | 11    | 4     |
| Боруссія (Дортмунд)  | 1962/63           | 4    | 0     | 0     | 0     | 0         | 0         | 4     | 0     |
| Боруссія (Дортмунд)  | 1963/64           | 29   | 16    | 1     | 0     | 7         | 1         | 37    | 17    |
| Боруссія (Дортмунд)  | 1964/65           | 26   | 10    | 5     | 4     | 4         | 0         | 35    | 14    |
| Боруссія (Дортмунд)  | 1965/66           | 34   | 31    | 1     | 0     | 9         | 14        | 44    | 45    |
| Боруссія (Дортмунд)  | 1966/67           | 34   | 28    | 2     | 2     | 2         | 0         | 38    | 30    |
| Боруссія (Дортмунд)  | 1967/68           | 27   | 18    | 3     | 1     | 0         | 0         | 30    | 19    |
| Боруссія (Дортмунд)  | 1968/69           | 33   | 12    | 1     | 0     | 0         | 0         | 34    | 12    |
| Боруссія (Дортмунд)  | Всього            | 215  | 126   | 13    | 7     | 22        | 15        | 250   | 148   |
| Беєрсхот             | 1969/70           | 30   | 29    | 3     | 1     | 0         | 0         | 33    | 30    |
| Беєрсхот             | 1970/71           | 26   | 6     | 6     | 5     | 0         | 0         | 32    | 11    |
| Беєрсхот             | 1971/72           | 12   | 7     | 2     | 2     | 0         | 0         | 14    | 9     |
| Беєрсхот             | Всього            | 68   | 42    | 11    | 8     | 0         | 0         | 79    | 50    |
| Аустрія (Клагенфурт) | 1972/73           | 29   | 20    | 2     | 2     | 6         | 5         | 37    | 27    |
| Аустрія (Клагенфурт) | 1973/74           | 29   | 21    | 2     | 4     | 0         | 0         | 31    | 25    |
| Аустрія (Клагенфурт) | Всього            | 58   | 41    | 4     | 6     | 6         | 5         | 68    | 52    |
| Швайнфурт 05         | 1974/75           | 30   | 16    | 1     | 2     | -         | -         | 31    | 18    |
| Швайнфурт 05         | 1975/76           | 34   | 21    | 1     | 0     | -         | -         | 35    | 21    |
| Швайнфурт 05         | Всього            | 64   | 37    | 2     | 2     | 0         | 0         | 66    | 39    |
| Вюрцбург             | 1976/77           | 37   | 24    | 0     | 0     | -         | -         | 37    | 24    |
| Вюрцбург             | 1977/78           | 5    | 1     | 2     | 0     | -         | -         | 7     | 1     |
| Вюрцбург             | Всього            | 42   | 25    | 2     | 0     | 0         | 0         | 44    | 25    |
| Вюрцбургер Кіккерс   | 1977/78           | 25   | 9     | 0     | 0     | -         | -         | 25    | 9     |
| Вюрцбургер Кіккерс   | Всього            | 25   | 9     | 0     | 0     | 0         | 0         | 25    | 9     |
| Неккаргерах          | 1978/79           | 20   | 7     | 0     | 0     | -         | -         | 20    | 7     |
| Неккаргерах          | Всього            | 20   | 7     | 0     | 0     | 0         | 0         | 20    | 7     |
| Всього за кар'єру    | Всього за кар'єру | 492  | 287   | 32    | 23    | 28        | 20        | 552   | 330   |

## Титули і досягнення

### Командні
- Чемпіон ФРН (1):

«Боруссія» (Дортмунд): 1963
- Володар Кубка ФРН (1):

«Боруссія» (Дортмунд): 1965
- Володар Кубка володарів кубків УЄФА (1):

«Боруссія» (Дортмунд): 1965–66
- Віце-чемпіон світу: 1966

### Особисті
- Найкращий бомбардир Кубка володарів кубків УЄФА (1): 1965–66 (14 голів, рекорд)
- Найкращий бомбардир Бундесліги (2): 1965–66 (31 гол), 1966–67 (28 голів)
- Найкращий бомбардир чемпіонату Бельгії (1): 1969–70 (29 голів)
- Найкращий бомбардир Другої Бундесліги «Південь»[de] (1): 1976–77 (24 голи)